# 1090
Cette page concerne l'année 1090  du calendrier julien.
L'année 1090 est une année commune qui commence un mardi.

## Événements

### Proche-Orient
- 19 mai : victoire navale de l’émir de Smyrne Zachas sur les Byzantins à la bataille des îles Koyun, près de Chios[1].
  - Le régent des Saljûqides de Rum Abû’l-Qasîm marche sur Nicomédie tandis que la flotte de l’émir de Smyrne, Zachas (Chaka), qui s'est entendu avec les Petchenègues qui menacent Constantinople, harcèle Alexis Ier Comnène sur mer avant de subir une défaite partielle[2].
- 6 septembre : les partisans du Nizârite Hassan ibn al-Sabbah prennent le contrôle de la forteresse d’Alamut, près de Qazvin, en Perse, afin de préparer la reconquête chiite. Ils fondent à Alamut la secte des Assassins (Hashashin) ou des Batinides (batin : caché)[3].

### Europe
- 14 février : assemblée de Spire[4]. Chartes de l'empereur Henri IV en faveur des Juifs de Spire (19 février) et de Worms (v. 1090)[5].
- Février : désordres populaires à Plaisance opposant le popolo et les chevaliers[6]. Possible mise en place d'un consulat, attesté pour la première fois en 1126[7].
- Mars : l'empereur Henri IV mène une expédition en Lombardie contre la comtesse Mathilde[8].
- Juin : le pape Urbain II est chassé de Rome dans la seconde quinzaine du mois par l'empereur Henri IV qui rétablit l'antipape Clément III ; Urbain II s'enfuit à Capoue puis à Salerne[4].
- Juillet : 
  - L'empereur Henri IV assiège Mantoue qui est prise en 1091[9].
  - Roger de Sicile prend Malte[10].
- 13 septembre : l'Almoravide Ibn Tashfin entre dans Grenade[11]. Le roi de Grenade Abdallah ben Bologhin est fait prisonnier et envoyé à Aghmat[12].
- 23 novembre : Yves de Chartres est consacré évêque par le pape Urbain II à Alatri[13].
- Hiver 1090 - 1091 : les Petchenègues, basés à Arcadiopolis (Lüleburgaz), bloquent Constantinople sur terre[2].